# 구치노쓰정
구치노쓰정(口之津町)은 나가사키현 시마바라반도에 있던 정으로 미나미타카키군에 속했다.
2006년 3월 31일, 주변 7정과 대등 합병해, 미나미시마바라시가 되어 소멸하였다.

## 지리
시마바라 반도의 남단에 위치해 있다. 

## 역사
미쓰이 미이케 탄광의 석탄 하역항으로 발전했지만, 미이케우치항이 완공된 후 쇠퇴했다.
- 1889년 4월 1일 - 정촌제 시행에 으해 미나미타카키군 구치노쓰촌이 성립하였다.
- 1928년 3월 31일 - 정으로 승격해 구치노쓰정이 되었다.
- 2006년 3월 31일 - 가즈사정·미나미아리마정·기타아리마정·니시아리에정·아리에정·후쓰정·후카에정이 합병, 시로 승격해 미나미시마바라시가 성립하였다. 구치노쓰정은 자치체로서는 소멸하였다.

## 교통

### 도로
- 국도 251호선
- 국도 389호선